# آورل (آرکانزاس)
آورل (به انگلیسی: Aurelle) یک منطقهٔ مسکونی در ایالات متحده آمریکا است که در آرکانزاس واقع شده‌است. آورل ۶۶٫۱۴ متر بالاتر از سطح دریا قرار دارد.